# Zitadelle von Karaman
Die Zitadelle von Karaman (türkisch Karaman Kalesi, auch İçkale) liegt westlich des Zentrums der südtürkischen Provinzhauptstadt Karaman auf einem künstlich errichteten Hügel.
Die Festung liegt zwischen der Şehit İsa Kırış Caddesi und der Behçet Kemal Çağlar Caddesi im Westen der Stadt, auf einem künstlichen Hügel, der sich etwa zwölf Meter über das Niveau der Umgebung erhebt. Auf einem Vorgängerbau, der möglicherweise aus hethitischer Zeit stammt, wurde sie im 12. Jahrhundert unter der Herrschaft der Seldschuken errichtet. Es wurden Spuren eines Residenzgebäudes gefunden, die sich auf die Zeit der Karamaniden zurückführen lassen. In osmanischer Zeit wurde sie weitergenutzt und umgebaut, es wurden Spolien aus islamischer und christlicher Zeit gefunden. 

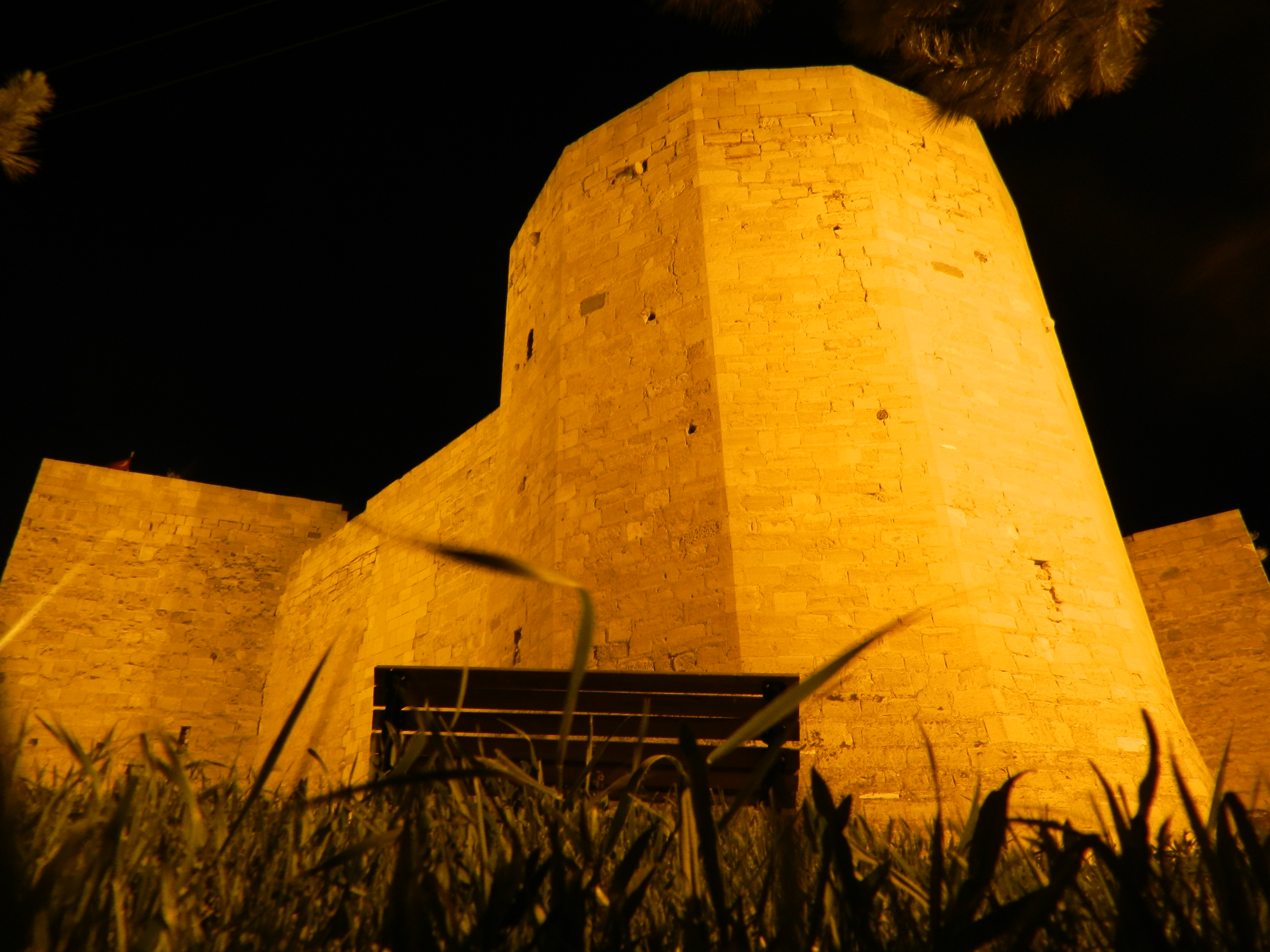
Festungsmauern

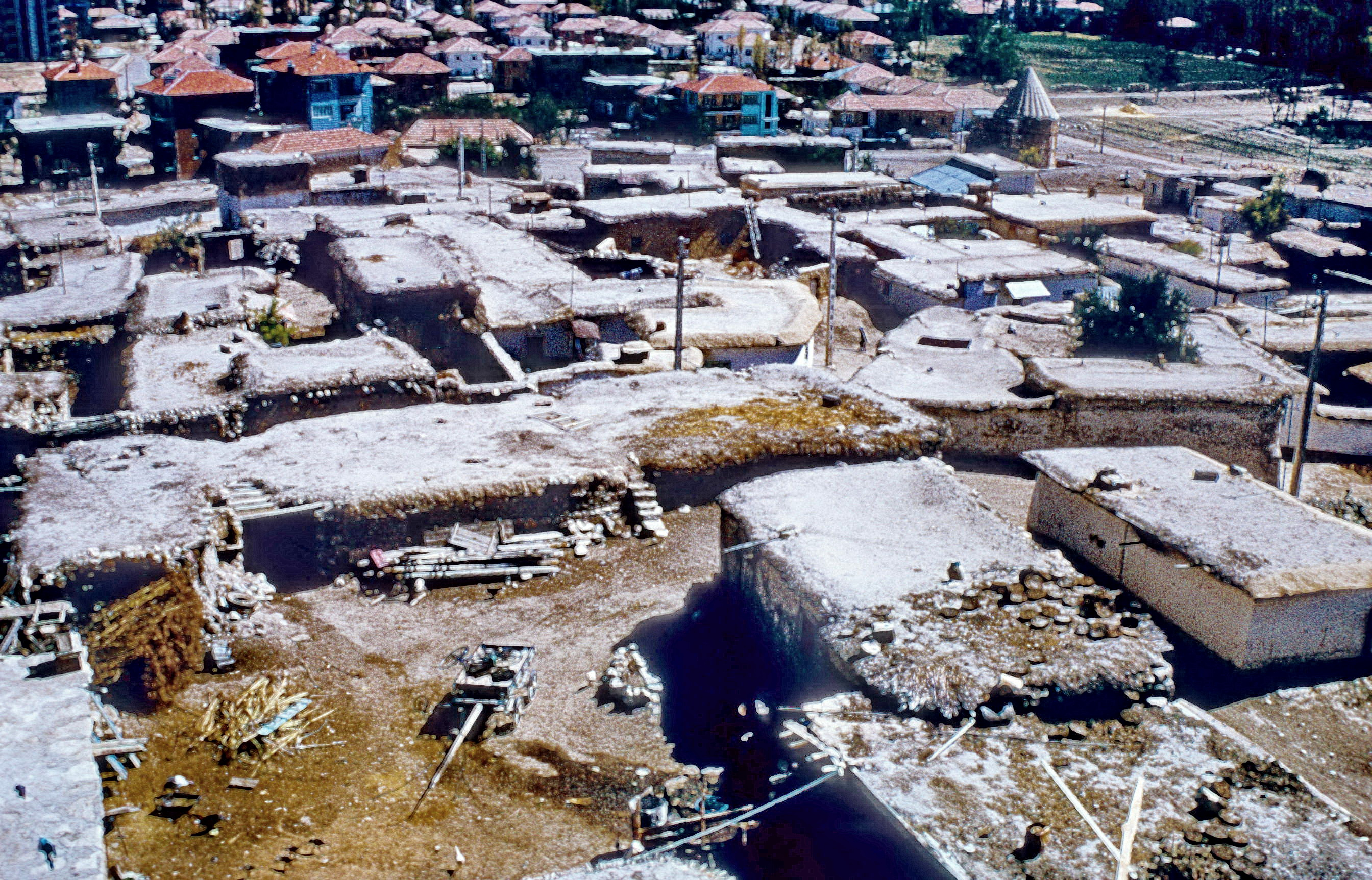
Blick auf die Altstadthäuser von Karaman unterhalb der Zitadelle im Herbst 1975. Alle diese traditionellen alten Stadthäuser des altanatolischen Wohnviertels um die Burg wurden Ende der 1970er Jahre abgerissen und durch eine Parkanlage ersetzt.

Von den ursprünglichen drei Mauerringen ist nur einer mit vier Türmen erhalten. Evliya Çelebi erwähnt in seiner Reisebeschreibung Seyahatnâme aus dem 17. Jahrhundert den mittleren Ring mit neun Toren. Um die Burg bestand bis in die 1970er-Jahre ein altanatolisches Wohnviertel mit niedrigen Lehmhäusern. Nach der Restaurierung der Zitadelle 1965 wurden sie eingeebnet und durch eine Parkanlage ersetzt. Innerhalb dieser Anlage befindet sich die Moschee Pir Ahmet Camii (auch Hisar Camii oder Kale Camii). Innerhalb der Burg wurden Sitzreihen und eine Bühne für folkloristische Darbietungen aufgebaut.